# Élections municipales honduriennes de 2021
Les élections municipales honduriennes de 2021 ont lieu le 28 novembre 2021 afin de renouveler pour quatre ans les membres des 2 092 conseils municipaux du Honduras ainsi que leur 298 maires et 298 maires adjoints. Des élections générales ont lieu simultanément.